# Joseph Van Daele
Joseph Van Daele (Wattrelos, 16 december 1889 - Amiens, 14 februari 1948) was een Belgische wielrenner.

## Biografie
Van Daele werd geboren in de wijk Martinoire, vlak bij de Belgische grens, in de Noord-Franse gemeente Wattrelos, als kind van Belgische ouders - zijn vader was geboren in Dudzele, zijn moeder in Blankenberge.
In 1911 won hij het eindklassement van de Ronde van België voor onafhankelijken. Hij was beroepsrenner van 1911 tot 1914 en van 1919 tot 1926. In 1911 won hij Luik-Bastenaken-Luik.

## Resultaten in voornaamste wedstrijden
| Jaar | Ronde van Italië | Ronde van Frankrijk | Ronde van Spanje |
| ---- | ---------------- | ------------------- | ---------------- |
| 1911 |                  |                     |                  |
| 1912 |                  | opgave              |                  |
| 1913 |                  | 9e                  |                  |
| 1914 |                  |                     |                  |
| 1919 |                  | 8e                  |                  |
| 1920 |                  | 10e                 |                  |
| 1921 |                  |                     |                  |
| 1922 |                  | opgave              |                  |
| 1923 |                  | opgave              |                  |

| Jaar | Ronde van Vlaanderen | Parijs-Roubaix | Luik-Bast.‑Luik | Parijs-Brussel |
| ---- | -------------------- | -------------- | --------------- | -------------- |
| 1911 |                      | 32e            | ↑               |                |
| 1912 |                      | 8e             |                 | 9e             |
| 1913 | ↑                    | 6e             |                 |                |
| 1914 |                      | 46e            |                 | Brons          |
| 1919 |                      | 15e            |                 | 4e             |
| 1920 | 22e                  |                |                 | 5e             |
| 1921 |                      | 38e            |                 |                |
| 1922 |                      | 27e            |                 |                |
| 1923 |                      |                |                 |                |